# Aarhus Symfoniorkester
Aarhus Symfoniorkester er et dansk symfoniorkester med hjemsted i Aarhus. Det er et af Danmarks fem landsdelsorkestre.

## Baggrunden
Fra ca. 1600 frem til 1850’erne var musikalske ydelser en eneret for en række stadsmusikanter. Ved større arrangementer kunne musikanten trække på f.eks. militærmusikere og lokale amatører. Af egentlige faste større orkestre fandtes i Danmark kun Det Kongelige Kapel og senere Tivolis orkester.
I årene fra 1888-1916 arrangerede daværende domorganist i Aarhus Arthur Allin lejlighedsvis symfoniske koncerter med lokale musikere. Der fandtes også ”Aarhus Philharmoniske Selskab” der ligeledes afholdt op til 6 årlige koncerter, bl.a. i teatret. Da det nuværende Aarhus Teater blev bygget i 1900 som afløser for en tidligere teatersal, blev der tilknyttet et fast ensemble på 20 (senere færre) musikere. I 1927 blev dirigenten Thomas Jensen kapelmester ved teatret og leder af Philharmonisk Selskabs koncerter, og han og litteraturhistoriker og teateranmelder Gustav Albeck var 2 af hovedmændene bag grundlæggelsen af Danmarks første faste symfoniorkester uden for København. 

## Aarhus By-Orkester
Orkestret blev grundlagt som Aarhus By-Orkester - Jydsk symfonisk Orkester i 1935 med en besætning på bare 26 fastansatte musikere og Thomas Jensen som chefdirigent. En del af teaterkapellets ansatte blev overført og nye blev ansat i byorkestret, der fra starten virkede både som teaterensemble og symfonisk orkester. Det første års budget blev anlagt sådan: Aarhus Teater betalte 42.000 kr., koncertindtægterne blev vurderet til 7.000 kr. og det forventede tilskud fra Aarhus Kommune var på ca. 30.000 kr. - i alt et budget på knap 80.000 kr. Men de næste mange år frem til 1961, da en særlig lov om landsdelsorkestre blev vedtaget, var en stadig kamp for at skaffe midler fra stat og kommune. 
I dag angiver orkestret selv at være finansieret af Aarhus Kommune og Kulturministeriet samt støttet af en række virksomheder og privatpersoner i orkestrets såkaldte fadderklub samt foreningen Aarhus Symfoniorkesters Venner.
Antallet af faste musikere steg i 1944 til 32, i 1962 til 46 og i 1967 til 58, som var det tal Folketinget i loven om landsdelsorkestre regnede som passende. I 1947 kom en ny opgave til, idet man nu også skulle spille til forestillinger arrangeret af den nystiftede Jyske Opera. Til gengæld ophørte den faste tilknytning til Aarhus Teater i 1976. I 1983 skiftede orkestret navn til Aarhus Symfoniorkester og antallet af fastansatte musikere er i dag i følge orkestrets hjemmeside 69, men staben bliver ved visse lejligheder forøget.

## Koncertsal
Det var ikke kun driftsmidlerne, der fra starten var svære at skaffe. Stifterkredsen havde en ofte udtalt forventning om, at der snarest skulle opføres prøve- og koncertfaciliteter til orkestret. Det skortede ikke på mere eller mindre luftige projekter, hvoraf ingen kom til udførelse. I mange år blev koncerterne afholdt f.eks. fra scenen i teatret, i Rådhussalen, i Folkets Hus eller i Aarhus-Hallen. I 1955 blev der imidlertid taget en ny sal i brug, den såkaldte Scala-sal. Den var indrettet i en tilbygning til teatret og skulle også fungere som biograf. Den tilfredsstillede dog hverken orkester eller publikum, og udenomsfaciliteterne for orkestret var for trange. Derfor brugte man stadig forskellige lokaler andre steder i Aarhus, og da teatret omkring 1970 annoncerede, at man selv havde brug for lokalerne til nye, mindre teaterscener, genoptog man tanken om et musikhus.
Det stod færdigt i 1982 lige i centrum af Aarhus og har fået mange roser, men igen viste det sig, at akustikken ikke var egnet til symfonisk musik, og at der var sparet på baglokalerne, og desuden kunne orkestret sjældent få øvetid i den meget brugte sal. Bl.a. derfor blev komplekset udvidet og i 2007 kunne man tage en ny Symfonisk Sal i brug, så Aarhus Symfoniorkester endelig har fået sit eget sted. Bygningen deles i øvrigt med Den jyske Opera og Musikkonservatoriet.

## Orkestrets meritter
En væsentlig del af By-orkestrets aktivitet fra starten var at virke som teaterorkester. Denne rolle optog 212 aftener om året frem til 1949, hvorefter den blev sat ned til 125. I f.eks. 1935 og 1936 blev derudover hvert år afholdt 18 koncerter i forskellige sammenhænge. Omkring 1960 var det steget til ca. 50 årlige koncerter. De fleste blev afholdt i Aarhus, men som følge af ambitionen om at være et ”jysk” orkester afholdtes frem til 1985 ca. 361 koncerter i andre danske byer. Med fremkomsten af symfoniorkestrene i Aalborg og Sønderjylland, blev Aarhus Byorkesters lokale koncertområde naturligvis indskrænket.
- Orkestret har turneret bl.a. i Sverige, Norge, Finland, Slesvig, Canada, Polen, Estland, Letland, Rusland, Spanien, Nordirland, Storbritannien, Grækenland og Holland.
- Spillet under f.eks. disse velkendte gæstedirigenter: Paavo Berglund, Herbert Blomstedt, Willy Boskovsky, Fritz Busch, Janos Fürst, Launy Grøndahl, Richard Hickox, Okko Kamu, Ferdinand Leitner, Charles Mackerras, Nicolai Malko, Karl Richter, Esa-Pekka Salonen, Michael Schønwandt
- Har spillet med bl.a. disse solister: Geza Anda, Claudio Arrau, Martha Argerich, Alfred Brendel, Emil Gilels, Philippe Entremont, Victor Schiøler, Yehudi Menuhin, David Oistrakh, Kim Sjøgren, Emil Telmanyi, Asger Lund Christiansen, Jean-Pierre Rampal, Edda Moser, Irmgard Seefried, Teresa Berganza, Willy Hartmann, Stefan Islandi, Aksel Schiøtz, Frans Andersson, Ib Hansen, Aage Haugland ...
- Udgivet LP’er/CD’er: bl.a. en LP i 1963 med Percy Grainger, der spiller Edvard Griegs klaverkoncert / samt en række CD’er med musik af danske og udenlandske komponister

## Chefdirigenter
- Thomas Jensen (1935-1957)
- Per Dreier (1957-1971)
- Jorma Panula (1973-1976)
- Ole Schmidt (1978-1985)
- Norman Del Mar (1985-1988)
- Eri Klas (1991-1996)
- James Loughran (1996-2003)
- Giancarlo Andretta (2003-2012)
- Marc Soustrot (2015-nu)

## Bøger om Aarhus Symfoniorkester
- Gustav Albeck: Aarhus By-Orkester: Jydsk Symfonisk Orkester; en Oversigt over Institutionens Virksomhed i dens første Tiaar 1935-1945
- Gustav Albeck: Vort første by- og landsdelsorkester. Aarhus By-orkester 1935-1960
- Janne Lauritzen og Jens Rossel (redaktører): Aarhus Symfoniorkester 50 år. 1935-1985
- Steen Chr. Steensen: Stadsmusikant og symfoniker. Aarhus Symfoniorkester 75 år. 1935-2010